# Семетей (футбольный клуб, Талас)
«Семетей-Талас» — киргизский футбольный клуб из города Талас. С 2017 года выступает в Первой лиге Кыргызстана.

## Названия
- 1992 — «Намыс»-АПК.
- 1993 — «Адилет».
- 1993(Кубок), 2006, 2012-2016 — ФК «Талас».
- 1997, 2000 — «Манас-Динамо».
- 1999-2002, 2005 — «Боо-Терек».
- 2003 — «Манас-Ордо».
- 2005-2007 — «Технолог».
- 2007(Кубок) — «Шадикан».
- 2008-2011 — «Джеруй-Алтын».
- 2017-н.в. — «Семетей-Талас».

## История
О существовании клуба в советский период нет сведений[уточнить]. В 1992 году в первом сезоне независимого чемпионата Кыргызстана принимала участие команда «Намыс»-АПК (Талас), занявшая 9-е место в итоговой таблице.
Отличительной особенностью клуба в тот период было комплектование только игроками киргизской национальности. Несколько футболистов в дальнейшем стали игроками национальной и олимпийской сборных Кыргызстана (Таштан Кайназаров, Ислам Курманбаев, Канат Сардаров). Также среди известных игроков были Равиль Исраилов и Рахим Стамкулов. Тренировал команду Зарлык Султанов.
В 1993 году клуб играл в Первой лиге под названием «Адилет». В последующие несколько лет о существовании команды сведений нет. В 1997 году клуб под названием «Манас-Динамо» принимал участие в Кубке Кыргызстана, но в первых двух дивизионах чемпионата страны не выступал.
В 1998-1999 годах участвовал в турнире Первой лиги. В 2000 году стартовал в Высшей лиге, где занял предпоследнее, 11-е место. В 2001 году под названием «Боо-Терек» вошёл в четвёрку лучших команд Северной зоны Первой лиги.
В 2003 году после очередного расширения Высшей лиги был включён в турнир Северной зоны, где играл под названием «Манас-Ордо» и занял последнее, 11-е место.
С 2004 года регулярно играл сначала во Второй, а потом и в Первой лиге под названиями «Манас», «Технолог», «Шадикан», «Джеруй-Алтын», ФК «Талас», «Семетей».
В 2012 году в первые в истории Таласского футбола были взяты бронзовые медали Первой лиги чемпионата КР, а в кубке ФК "Талас" дошел до 1/4 финала. Клубом руководил Молдокматов Замир, именно он привлек в команду легионеров из дальнего зарубежья нигерийцев Алерива Олувасен, Гифта и Адешину, и играющего тренера иранца Хаятшера, возглавлял команду молодой, тактически очень грамотный воспитанник Таласского футбола Улан Сулайманов.
В 2013-2014 годах в Высшей лиге выступал клуб «Манас» (Таласская область), ранее называвшийся ФЦ-96, а позднее — «Кей Джи Юнайтед». Однако домашние матчи он играл в Бишкеке и к реальной команде из Таласа отношения не имел. ФК «Талас» в это время продолжал выступать в Первой лиге но уже не так ярко.